# Trnava (Trnava)
Trnáva je desni pritok istoimenskega potoka Trnava, ki priteče iz sosednje Hrvaške. Izvira v plitvi dolinici pod vasjo Hermanci v skrajnem vzhodnem delu Slovenskih goric, nato teče proti jugovzhodu skozi vasi Vuzmetinci, Lačaves, Vodranci in Godeninci, tik pod slednjo pa se na slovensko-hrvaški državni meji pridruži večji Trnavi.
Dolinsko dno ob potoku je bilo v preteklosti mokrotno in skoraj neposeljeno, potok pa je tekel po rahlo vijugasti strugi med gostim obvodnim rastjem. Dobršen del potoka je vse do danes ostal v bolj ali manj naravnem stanju, le med Vuzmetinci in Vodranci teče po regulirani strugi. V tem delu segajo njive in gojeni travniki vse do struge, dolvodno od Vodrancev pa jo obdaja nekoliko širši pas mokrotnih logov. Ta del potoka z bližnjo okolico je zaradi ohranjene naravne struge in mokriščnih habitatov vključen v seznam naravnih vrednot lokalnega pomena.